# Björköby
Björköby – miejscowość (tätort) w Szwecji, w regionie administracyjnym (län) Jönköping, w gminie Vetlanda.
Według danych Szwedzkiego Urzędu Statystycznego liczba ludności wyniosła: 323 (31 grudnia 2015), 326 (31 grudnia 2018) i 321 (31 grudnia 2019).